# Blonde Redhead
Blonde Redhead — американський альтернативний рок-гурт у складі Кадзу Макіно (вокал, клавішні/ритм-гітара) та братів-близнюків Сімоне і Амедео Паче (ударні/клавішні та соло-гітара/бас/клавішні/вокал відповідно), який утворився у Нью-Йорку в 1993 році. Перші альбоми гурту були відзначені впливом нойз-року, хоча їхнє звучання еволюціонувало до початку 2000-х років з виходом альбомів Misery is a Butterfly (2004) і 23 (2007), які включали елементи дрим-попу, шуґейзу та інших жанрів. Вони випустили десять студійних альбомів і гастролювали в усьому світі.

## Кар'єра
Амедео та Сімоне Паче народилися в Мілані, Італія, виросли в Монреалі, але згодом переїхали до Бостона, щоб вивчати джаз. Здобувши ступінь бакалавра, вони увійшли до нью-йоркської андеграундної музичної сцени. Blonde Redhead утворилися в Нью-Йорку в 1993 році після того, як Амедео і Сімоне випадково зустріли Кадзу Макіно, на той час студентку-художницю, в місцевому італійському ресторані. Гурт назвав себе на честь пісні з мініальбому A Taste of DNA 1981 року гурту DNA, що грав у стилі ноу-вейв.
Їхній однойменний дебютний альбом вийшов у 1995 році. Незабаром після цього гурт покинула четверта учасниця Макі Такахасі, яку на місці басистки замінила її подруга Токо Ясуда. Ясуда зіграла на другому альбомі гурту La Mia Vita Violenta, що вийшов того ж 1995 року. Обидві платівки з'явилися на нью-йоркському лейблі Smells Like. Гурт продовжив свою діяльність як тріо.
Третій альбом, Fake Can Be Just as Good, вийшов на лейблі Touch & Go у 1997 році. Гурт заручився підтримкою Верна Рамсі з гурту Unwound, який виконував роль запрошеного басиста. У наступних альбомах брав участь Скулі Сверріссон, якого близнюки знали ще з часів навчання в Бостоні.
Продюсером їхнього четвертого альбому, In an Expression of the Inexpressible, був найнятий Гай Піччотто з Fugazi. Піччотто також брав участь у створенні пісні «Futurism vs. Passéism Part 2», а також додав свій вокал для її релізу 1998 року. 2000 року Піччотто з Райаном Хедлоком також був співпродюсером релізу Melody of Certain Damaged Lemons, альбому про стосунки між Макіно та Амедео Паче.
Чотирирічна затримка між Melody of Certain Damaged Lemons і Misery Is a Butterfly пояснюється тим, що Макіно одужувала після того, як її розтоптав кінь. Значна частина візуальних і ліричних образів Misery Is a Butterfly відображає нещасний випадок, особливо в кліпі на «Equus». Це був останній раз, коли Піччотто продюсував гурт.
У 2006 році Макіно записала вокал для фільму Sisters. Алан Молдер зводив альбом тріо 23, який вийшов на лейблі 4AD у квітні 2007 року.
У середині 2008 року вони написали і записали музику до документального художнього фільму «The Dungeon Masters». Прем'єра фільму відбулася на Міжнародному кінофестивалі в Торонто і вийшла в прокат 12 лютого 2010 року; альбом саундтреків до фільму вийшов у липні 2010 року. 2009 року Blonde Redhead взяли участь у створенні благодійного альбому про СНІД Dark Was the Night, який випустила Red Hot Organization.
У березні 2010 року гурт включив демо-версію пісні «Not Getting There» на платівку-семплер 4AD під назвою Fragments From Work In Progress. Восьмий альбом Penny Sparkle вийшов у вересні 2010 року на 4AD. Альбом знову був зведений Аланом Молдером, і досяг 79 місця в чарті Billboard 200. Для подальшого туру гурт запросив клавішника. Гурт випустив шеститрековий мініальбом реміксів у липні 2011 року.
Через рік вони розпочали роботу над наступним альбомом, але вже без підтримки 4AD. Самофінансуючись, гурт розпочав безсистемний графік запису з продюсером Дрю Брауном. Сімоне Паче зазначив про участь Брауна, що «він має багато досвіду і, безумовно, диктував напрямок запису; вибір інструментів, концепцію і те, що він був мінімальним». Він змусив гурт використовувати аналогові інструменти.
У квітні 2014 року їхня пісня «For the Damaged Coda» була використана в епізоді першого сезону мультфільму Рік та Морті. Використання цієї пісні повторилося у квітні 2017 року в третьому сезоні. Використання пісні стало важливим сюжетним прийомом щодо персонажа «Злий Морті» для серіалу. Приблизно у 2018 році ця пісня стала інтернет-мемом, що виражає смуток, який людина відчуває у найгірші моменти свого життя.
Гурт випустив свій дев'ятий альбом Barragán 2 вересня 2014 року на лейблі Kobalt. Йому передував сингл «No More Honey», що вийшов у червні. За ним з'явився другий сингл «Dripping», на який було знято відео. Гурт також надав саундтрек до данського фільму «The Commentator».
У червні 2016 року було оголошено, що гурт випустить бокс-сет Masculin Féminin 30 вересня на лейблі The Numero Group. Він містить 37 треків, які охоплюють перші два альбоми, пов'язані з ними сингли, радіо-сесії та невидані демозаписи того періоду. 2017 року гурт випустив мініальбом 3 O'Clock, який складається з чотирьох пісень, у записі яких брали участь, зокрема, Ейвінд Канг, Майкл Леонхарт, Сем Оуенс і Мауро Рефоско.
У вересні 2019 року Кадзу Макіно випустила свій перший сольний альбом Adult Baby, у записі якого взяли участь Рюіті Сакамото (фортепіано, польові записи та «органічні інструменти»), Ян Чанг і Грег Соньє (барабани) та Мауро Рефоско (перкусія).
У 2022 році гурт гастролював по США в окремі дати на розігріві Tool. Наступного року гурт оголосив про вихід свого десятого альбому, Sit Down for Dinner, 29 вересня 2023 року на лейблі section1.

## Склад
Нинішні учасники
- Кадзу Макіно — ритм-гітара, клавішні, вокал (1993–дотепер)
- Амедео Паче — соло-гітара, бас, клавішні, вокал (1993–дотепер)
- Сімоне Паче — барабани, клавішні (1993–дотепер)

Колишні учасники
- Макі Такахасі — бас (1993—1995)
- Токо Ясуда — бас (1995)

## Дискографія
Студійні альбоми
- Blonde Redhead (1995)
- La Mia Vita Violenta (1995)
- Fake Can Be Just as Good (1997)
- In an Expression of the Inexpressible (1998)
- Melody of Certain Damaged Lemons (2000)
- Misery Is a Butterfly (2004)
- 23 (2007)
- Penny Sparkle (2010)
- Barragán (2014)
- Sit Down for Dinner (2023)

Мініальбоми
- Mélodie Citronique (2000)
- The Secret Society of Butterflies (2005)
- 3 O'Clock (2017)